# 昆河镇
昆河镇，是中华人民共和国内蒙古自治区包头市昆都仑区下辖的一个乡镇级行政单位。

## 行政区划
昆河镇下辖以下地区：
召庙社区、北沙梁社区、西河楞社区、丰盈小区社区、胜利村、南排村和和平村。